# P-37
Die Zentimeterwellen-Radarstation P-37 Drenasch (russisch П-37 Дренаж, NATO-Code: Bar Lock) war eine Rundblick-Station aus sowjetischer Produktion und wurde aus der ehemaligen NVA in die Luftverteidigung der Bundesrepublik Deutschland übernommen. Dafür wurde sie mit einem neuen Sekundärradar (Siemens 1990-D1/D9) ausgestattet und versah ihren Dienst bis zum 15. Mai 1998, als das letzte Gerät auf Rügen abgeschaltet wurde. Das Radar wurde zur Luftraumaufklärung und Jägerleitung eingesetzt.

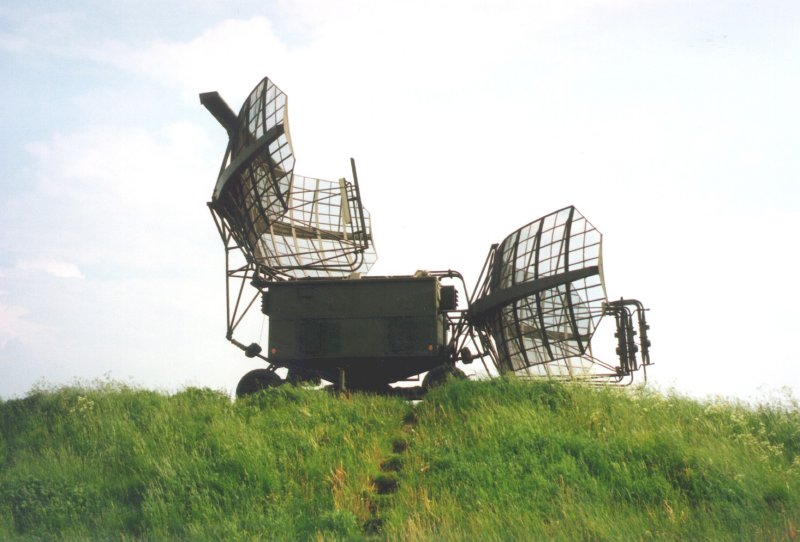
P-37 „Bar Lock“

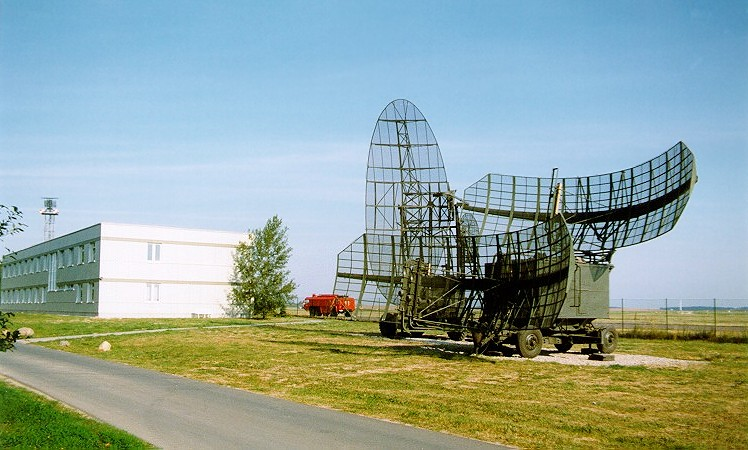
P-37 „Bar Lock“, und PRW-13 ausgestellt auf dem Fliegerhorst Trollenhagen

Das Impulsradar arbeitete auf fünf verschiedenen Festfrequenzen zwischen 2,7 und 3,3 GHz mit einer Impulsleistung von je 700 kW. Es konnte an das automatisierte System „Arkona“ angeschlossen werden, einem Vorläufer der digitalen Zieldatenverarbeitung. Die Reichweite betrug etwa 450 km. Durch die fünf verschiedenen Frequenzen, die durch die Antennen mit einem Fächerdiagramm auch in verschiedene Richtungen ausgesendet wurden, war eine grobe Höhenwinkelbestimmung möglich. Es konnte linear und zirkular polarisiert gesendet und empfangen werden. In einem System zur Selektion beweglicher Ziele (SBZ-System) wurde mit Hilfe der Dopplerfrequenz Störungen durch Festziele (Clutter) unterdrückt.
Die Radarstation wurde zusammen mit mobilen Funkhöhenmessern vom Typ PRW-11 oder PRW-13 betrieben.

## Aufbau
Das System bestand aus:
- einem Zugfahrzeug Tatra 813
- einem Zugfahrzeug Tatra 148
- ein Sichtgerätefahrzeug ZIL-157
- einem Antennenanhänger
- zwei Aggregaten GAD-60
- einem Apparateanhänger (S/E-Kabine)
- einem Apparateanhänger (Hänger 8 - Störschutz)

| Technische Daten P-37 „Bar Lock“ | Technische Daten P-37 „Bar Lock“ |
| -------------------------------- | -------------------------------- |
| Frequenzbereich                  | 2,9 – 3,3 GHz                    |
| Pulswiederholzeit                | 2,6 und 1,3 ms                   |
| Pulswiederholfrequenz            | 375 und 750 Hz                   |
| Sendezeit (PW)                   | 1,2 µs                           |
| Empfangszeit                     |                                  |
| Totzeit                          |                                  |
| Pulsleistung                     | 5 mal je 700 kW                  |
| Durchschnittsleistung            | 5 mal je 700 W                   |
| angezeigte Entfernung            | bis 450 km                       |
| Entfernungsauflösung             | 180 m                            |
| Öffnungswinkel                   | 2°                               |
| Trefferzahl                      | > 8                              |
| Antennenumlaufzeit               | 10 s                             |